# San Vito
Pour les articles homonymes, voir San Vito (homonymie).
San Vito (sarde : Santuidu) est une commune italienne d'environ 3 700 habitants, située dans la province du Sud-Sardaigne, dans la région Sardaigne.

## Administration
| Période                                  | Période | Identité            | Étiquette | Qualité |
| ---------------------------------------- | ------- | ------------------- | --------- | ------- |
| 6/06/2016                                |         | Marco Antonio Siddi | aucun     |         |
| Les données manquantes sont à compléter. |         |                     |           |         |

### Hameaux
San Priamo, Tuerra

### Communes limitrophes
Burcei, Castiadas, Muravera, Sinnai, Villaputzu, Villasalto